# Strijen
Strijen este o comună și o localitate în provincia Olanda de Sud, Țările de Jos. 

## Localități componente
Strijen, Cillaarshoek, De Klem, Mookhoek, Oudendijk, Strijensas.